# Athanasios Despotis
Athanasios Despotis (* 1979) ist ein griechischer Neutestamentler.

## Leben
Er besuchte von 1991 bis 1997 das Gymnasium und Lyzeum in Athen. 1997 erreichte er den ersten Platz in der Wettbewerbsprüfung für den Eintritt in die Theologische Fakultät (Theologisches Institut) der Universität Athen. Im Juni 1998 erwarb er Abschluss als Musiker (Spezialität: Lehrer für Byzantinische Musik) mit der Abschlussnote „ausgezeichnet“. Von 1997 bis 2002 studierte er Theologie und klassische Philologie an der Universität Athen. Von November bis Dezember 2002 absolvierte er das Aufbaustudium zur Bioethik. Von 2002 bis 2004 absolvierte er das Aufbaustudium an der Theologischen Fakultät der Universität Athen (Die Interpretation des Gleichnisses vom ungerechten Steward (Lk 16: 1–9) durch die griechischen Kirchenväter der ersten fünf Jahrhunderte). Von 2004 bis 2006 war er Doktorand an der Evangelisch-Theologischen Fakultät der Universität Tübingen mit einem vom DAAD geförderten Forschungsprojekt. Von 2005 bis 2007 absolvierte er ein Aufbaustudium am Orientalischen Seminar in Tübingen. Nach der Promotion (Universität Athen) am 20. November 2006 mit der Dissertation: „Das Gleichnis vom Reichen und vom Lazarus. Eine vergleichende Studie über Patristische und Moderne Interpretation“ lehrt er seit 2007 das Neue Testament an den Evangelischen Theologischen Fakultäten der Universitäten Bonn und Köln. Von 2008 bis 2009 absolvierte er den Militärdienst in Griechenland. Von 2009 bis 2012 führte er das Forschungsprojekt gefördert von der DFG: "Neue Perspektive auf Paulus und die orthodoxe Interpretation von Paulus" durch. Von Februar 2012 bis Januar 2014 dozierte er das Neue Testament an den Evangelischen Theologischen Fakultäten der Universitäten Bochum und Essen. Nach der Habilitation im Juni 2012 an der Evangelischen Theologischen Fakultät der Universität Bonn hielt er am 12. Mai 2012 die Antrittsvorlesung in Bonn. Von Juni 2013 bis Januar 2014 war er Fellow des Käte Hamburger Kollegs an der Universität Bochum. Von Oktober 2013 bis Januar 2014 unterrichtete er das Neue Testament am Institut für orthodoxe Theologie der Universität München. Zwischen Februar 2014 und Januar 2019 hatte er ein Heisenberg-Stipendium an der Universität Bonn. Seit Dezember 2018 lehrt er als außerplanmäßiger Professor an der Evangelischen Theologischen Fakultät der Universität Bonn. Er war auch Mitarbeiter am SNF Projekt "Image of God and Abyss of Desires" an der Theologischen Fakultät der Universität Bern und ist Research Associate am Department of New Testament and Related Literature an der University of Pretoria. Er leitet aktuell das DFG Projekt "Das Johannesevangelium und die antike griechische Philosophie" an der Universität Bonn. Er ist der Mitherausgeber der Reihe Biblical Exegesis from Eastern Orthodox Perspectives, Leiden: Brill. 

## Schriften (Auswahl)
- The Parable of the Rich Man and Lazarus. A Comparative Study on Patristic and the Modern Interpretation (= Bibliotheca Biblica. Band 43). P. Pournaras Press, Thessaloniki 2009, ISBN 9602423846 (zugleich Dissertation, Athen 2006).
- Die „New Perspective on Paul“ und die griechisch-orthodoxe Paulusinterpretation (= Veröffentlichungen des Instituts für Orthodoxe Theologie. Band 11). EOS, Sankt Ottilien 2014, ISBN 978-3-8306-7705-5 (zugleich Habilitationsschrift, Bonn 2012).
- Bekehrungserfahrung und Bekehrungserinnerung bei Paulus und Johannes [BZSup 2], Paderborn: Brill-Schöningh 2021.
- Das Johannesevangelium und die antike griechische Philosophie: Untersuchung des philosophischen Hintergrunds der langen Reden Jesu im JohEv Band I (Joh 1–12). NovTS 195. Leiden: Brill 2025.
- als Herausgeber: Participation, justification, and conversion. Eastern Orthodox interpretation of Paul and the debate between "Old and New Perspectives on Paul" (= Wissenschaftliche Untersuchungen zum Neuen Testament. 2. Band 442). Mohr Siebeck, Tübingen 2017, ISBN 3-16-154140-5.
- Religious and Philosophical Conversion in the Ancient Mediterranean Traditions edited by A. Despotis/H. Löhr, [Ancient Philosophy and Religion 5], Leiden: Brill 2022
- Greek and Byzantine Philosophical Exegesis edited by A. Despotis/J.B. Wallace, [Eastern Christian Identities 5], Paderborn: Brill-Schöningh 2022
- Fresh Perspectives on St John Chrysostom as an Exegete edited by M. Azar / A. Despotis / J.B. Wallace, [BEOP 1], Leiden: Brill 2025.